# اواس‌ام‌اند
اواس‌ام‌اند یا اوسمند (به انگلیسی: OsmAnd) یک نرم‌افزار آزاد و متن‌باز است برای مسیریابی آنلاین و آفلاین در دستگاه‌هایی که سیستم عامل اندروید و آی‌اواس دارند. این برنامه برای نمایش‌های اولیه از پایگاه داده نقشه اوپن‌استریت‌مپ استفاده می‌کند، اما یک برنامه مستقل است که توسط بنیاد اوپن‌استریت‌مپ تأیید نشده‌است، این امکان در هر دو نسخه رایگان و پولی موجود است. نسخه پولی محدودیت بارگیری را برای نقشه‌های آفلاین را برمی‌دارد و دسترسی به نقاط مورد علاقه ویکی‌پدیا (POI) و توضیحات آنها از درون برنامه را فراهم می‌کند.
همچنین این نرم‌افزار سخنگو می‌باشد.

## ویژگی‌ها
اواس‌ام‌اند یک برنامه نقشه و ناوبری با دسترسی به داده‌های رایگان و جهانی در اوپن‌استریت‌مپ است. کلیه داده‌های نقشه می‌توانند برای استفاده آفلاین روی کارت حافظه دستگاه ذخیره شوند. از طریق سامانه موقعیت‌یاب جهانی دستگاه، اواس‌ام‌اند مسیریابی را با راهنمایی بصری و صوتی برای اتومبیل، دوچرخه و عابر پیاده ارائه می‌دهد. تمام قابلیت‌های اصلی به شکل آنلاین و آفلاین کار می‌کنند.

### ناوبری
- به صورت آنلاین یا آفلاین کار می‌کند (بدون هزینه رومینگ)
- راهنمای صوتی گام‌به‌گام (صداهای ضبط و مرتب شده)
- راهنمایی خط اختیاری، نمایش نام خیابان و زمان تخمینی رسیدن
- پشتیبانی از نقاط میانی
- مسیریابی مجدد خودکار
- امکان جستجوی مکانها براساس آدرس، نوع (به عنوان مثال: رستوران، هتل، پمپ بنزین، موزه) یا مختصات جغرافیایی

### دیدن نقشه
- نمایش موقعیت و جهت‌گیری روی نقشه
- تنظیم به صورت دلخواه نقشه، مطابق قطب‌نما یا جهت حرکت دستگاه
- ذخیره اماکن به عنوان موارد دلخواه
- نمایش نقطه مورد علاقه (POI)
- نمایش آنلاین نقشه‌های کاشی
- نمایش ماهواره ای (از بینگ)
- امکان نمایش لایه‌های مختلفی از نقشه مانند: ردیاب‌های گشت وگذار یا مسیریابی GPX، نقشه‌های اضافه با شفافیت قابل تنظیم
- نمایش نامهای مکان به صورت اختیاری به زبان انگلیسی، محلی یا هجی آوایی
- با فعال کردن لایه مپیلاری (افزونه داخلی)، مشاهده تصاویر نمای خیابان ارائه شده توسط کاربر، پخش عکسهای متوالی [۴]

### استفاده از اوپن‌استریت‌مپ و اطلاعات ویکی‌پدیا
- نقشه‌های جهانی از اوپن‌استریت‌مپ، در دسترس بر اساس کشور و منطقه
- POIهای ویکی‌پدیا (در نسخه رایگان در دسترس نیست)
- بارگیری رایگان نامحدود، به‌طور مستقیم از برنامه (محدودیت بارگیری ۷ نقشه در نسخه رایگان - بروزرسانی‌ها به عنوان بارگیری ثبت می‌شوند[۵])
- نقشه‌های به روز (معمولاً ۱ تا ۲ به روز رسانی در ماه)
- نقشه‌های برداری فشرده به شکل آفلاین
- انتخاب بین داده‌های کامل نقشه و فقط شبکه جاده‌ها (مثال: همه ژاپن ۷۰۰ مگابایت ولی ۲۰۰ مگابایت فقط برای شبکه جاده‌ها است)
- پشتیبانی از نقشه کاشی آنلاین یا ذخیره شده

### ویژگی‌های ایمنی
- تعویض نمایش خودکار روز/شب
- نمایشگر سرعت مجاز، با یادآوری اگر کاربر از آن فراتر رود
- بزرگنمایی نقشه وابسته به سرعت.
- اشتراک گذاری موقعیت مکانی و شفاف سازی قابل تنظیم

### ویژگی‌های پیاده و دوچرخه
- نقشه‌ها شامل مسیرهای پیاده‌روی، پیاده‌روی و دوچرخه است
- حالت‌های مسیریابی و نمایش ویژه برای دوچرخه و عابر پیاده
- نمایش اختیاری ایستگاه‌های حمل و نقل عمومی (اتوبوس، تراموا، قطار) از جمله نام خط
- ضبط اختیاری سفر بر روی پرونده محلی GPX یا سرویس آنلاین
- نمایشگر اختیاری سرعت و ارتفاع
- نمایش نقشه توپوگرافی (از طریق افزونه اضافی)

### مشارکت مستقیم در اوپن‌استریت‌مپ
- گزارش اشکالات نقشه
- بارگذاری ردیاب‌های GPX به شکل مستقیم در اوپن‌استریت‌مپ
- افزودن POIها و بارگزاری مستقیماً آنها در اوپن‌استریت‌مپ (یا بعداً در صورت آفلاین بودن)
- ضبط اختیاری سفر در حالت پس زمینه (در حالی که دستگاه در حالت خواب است)

### حمل و نقل عمومی
- محاسبه مسیرهای حمل و نقل عمومی بر اساس داده‌های حمل و نقل عمومی از اوپن‌استریت‌مپ
- اجتناب از انواع خاصی از وسایل حمل و نقل عمومی (به عنوان مثال اجتناب از اتوبوس، تراموا، قطار و غیره)

## نقشه راه در سال ۲۰۲۰
- بررسی مکانها
- دسترسی به GPX محلی
- سفر + پیشرفت‌های ویکی‌سفر
- پیشرفت‌های آی‌اواس: حمل و نقل عمومی، اندازه‌گیری فاصله، GPX
- اوپن‌جی‌ال + 2.5D [۶]

## توسعه‌دهنده
اواس‌ام‌اند توسط یک شرکت خصوصی هلندی، OsmAnd B.V واقع در آمستل‌فین، هلند توسعه یافته‌است.